# Герб Пологівського району
Герб Пологівського району — офіційний символ Пологівського району, затверджений 28 серпня 2003 р. рішенням сесії районної ради.

## Опис
Щит перетятий червоною прямокутною балкою на дві частини: у верхній вміщено рибу; у нижній знаходяться кінь Пегас, лук зі стрілою, керамічна ваза, яку обвиває лазурова стрічка з золотим обрамленням, шаблі, плуг і залізничні рейки. Щит обрамлено соняшником, колосками, ковилою, волошками, куріпками.